# Ołtarz Rodziny Marii (dzieło Mistrza Rodziny Marii Starszego)
Ołtarz Rodziny Marii – gotyckie retabulum ołtarzowe pochodzące najprawdopodobniej z kaplicy nie zachowanego do dziś Szpitala Świętego Heriberta w Kolonii-Deutz. Namalowane pomiędzy 1410-1440, przez anonimowego artystę określonego jako Mistrz Rodziny Marii Starszy. Obecnie w zbiorach kolońskiego Wallraf-Richartz-Museum. Cenny przykład malarstwa tablicowego o cechach stylu pięknego – zjawiska artystycznego w sztuce gotyckiej na przełomie XIV i XV wieku.

## Historia
Retabulum powstało najprawdopodobniej na zlecenie duchowieństwa szpitala Świętego Heriberta w Deutz, po drugiej stronie Renu, naprzeciwko historycznej Kolonii. Po zburzeniu szpitala, w latach 1816/1824-1824 dzieło znajdowało się w prywatnej kolekcji. W 1840 znajdowała się w Gandawie, tam została odnowiona przez Antona Lorenta, malarza i konserwatora. Od połowy XIX wieku w zbiorach Wallrafianum, które było zalążkiem obecnego Wallraf-Richartz-Museum. Kilkakrotnie prezentowany na wystawach m.in. Gotische Kunst
(31 lipca 1948 – 17 października 1948) ; Vor Stefan Lochner Die Kölner Maler von 1300 bis 1430 (29 marca 1974 – 7 lipca 1974); Stefan Lochner, Meister zu Köln Herkunft, Werke, Wirkung (3 grudnia 1993 – 27 lutego 1994). Pierwsza miała miejsce w Uniwersytecie Kolońskim (Alte Universität), pozostałe w WRM.

## Opis i analiza
Jest to tryptyk, składający się z korpusu i pary skrzydeł mieszczących cztery kwatery (dwie pary na awersach i rewersach). Malowidła są wykonane techniką tempery, ponadto na desce dębowej użyto złotej folii, głównie dla teł malowideł ołtarza otwartego. Środkowa tablica ma wymiary 83,3 × 95 centymetrów, kwatery boczne po 86,3 × 41 cm. (awersy), 88,8 × 44 cm. (rewersy).
Ołtarz otwarty prezentuje malowidła o treściach bożonarodzeniowych. Na środkowej tablicy ukazana jest Rodzina Marii w ogrodzie zamkniętym. Pośrodku siedzi Maria z Dzieciątkiem Jezus. Po Jej prawicy zasiadają kolejno:święta Anna Samotrzeć, następnie jej córki: Maria Kleofasowa wraz z jej dziećmi (Judą Tadeuszem, Szymonem, Jakubem Młodszym i Barsabaszem) oraz Maria Salome (wraz z Jakubem Starszym i Janem Ewangelistą). Po lewicy Matki Boskiej zasiadają święta Elżbieta z Janem Chrzcicielem, Esmeria oraz Memelia (wraz z młodym świętym Serwacym). Niewiasty tworzą półokrąg, za nimi, poza murami ogrodu ukazani są mężowie świętych niewiast. Zgodnie z pararelą kompozycji od lewej Zebedeusz (mąż Marii Salome), Alfeusz (mąż Marii Kleofasowej), Salomas (ojciec Marii Salome), Kleofas (ojciec Marii Kleofasowej), Joachim (mąż Anny i ojciec Matki Bożej), Józef Oblubieniec, Zachariasz (mąż św. Elżbiety i syn Esmerii), Efaim (mąż Esmerii i ojciec Zachariasza), Eliud (syn Efaima i Esmerii) i Enim (syn Eliuda, mąż Memelii, ojciec św. Serwacego).
Scena ta należy do najstarszych przykładów w ikonografii maryjnej gdzie został poruszony temat rodziny Matki Bożej, jej drzewa genealogicznego i pokrewieństw między Chrystusem i niektórymi apostołami. Ikonografia Rodziny Marii ma genezę nie zaczerpniętą bynajmniej z Pisma Świętego, lecz z apokryfów, które Kościół katolicki odrzucił – Protoewangelii Jakuba, z Ewangelii Pseudo-Mateusza, oraz z Ewangelii o Narodzeniu Marii. Temat związków małżeńskich Świętej Anny został zaczerpnięty z legendy, znanej z dwóch w XIII-wiecznych źródeł takich jak Złota legenda Jakuba de Voragine, i Speculum Historiae Wincentego z Beauvaix, oraz z XIV-wiecznego pisma Ludolpha von Sachsen nazywanego Vita Christi.

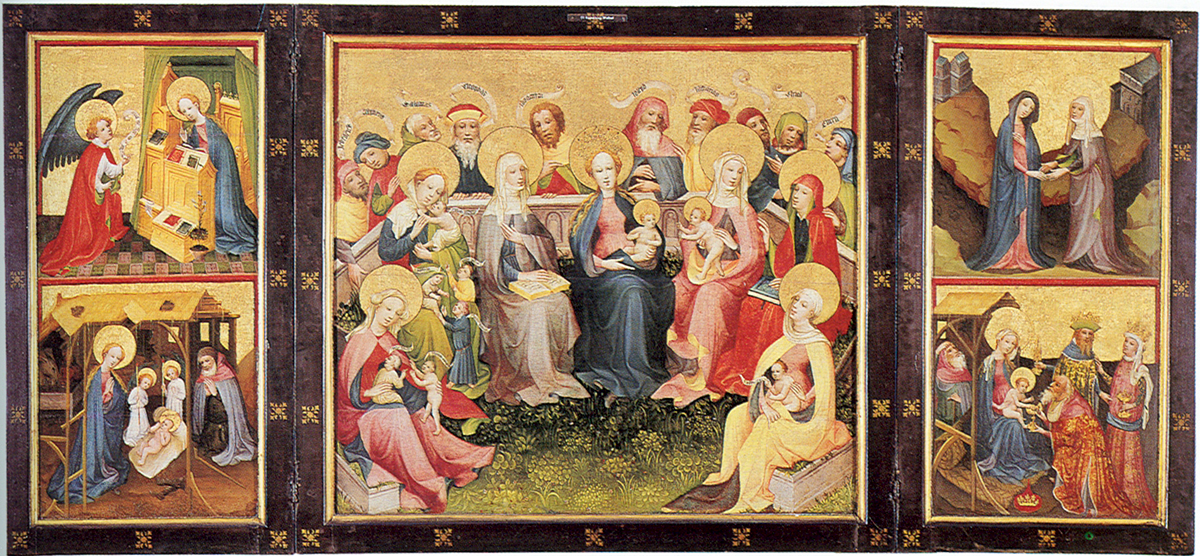
Mistrz Rodziny Marii Starszy, Ołtarz Rodziny Marii, Kolonia, Wallraf-Richartz-Museum

Na skrzydłach bocznych, rozmieszczono cztery sceny, których narracja została skomponowana w układzie strefowym w kierunku czytania na całej szerokości nastawy. Każde przedstawienie charakteryzuje się zróżnicowaną scenerią, którą tworzy reprezentacyjne wnętrze (Zwiastowanie) dolina górska (Nawiedzenie) oraz prymitywna szopa (Boże Narodzenie i Pokłon Trzech Króli).
Uwagę zwraca bogata kolorystyka, w której przeważają intensywne barwy (głównie błękity, czerwienie, purpury, żółcie i zielenie) uzupełnione złoceniami. Każda z postaci cechuje typowa dla sztuki przełomu XIV i XV wieku idealizacja, malarz nadał im delikatne, lecz indywidualne rysy twarzy, wytworne kostiumy o delikatnie fałdowanych draperiach, niektóre z nich (m.in. królów z bogatą dekoracją ornamentalną). Zgodnie z konwencjami stylu pięknego artysta podkreślił za pomocą wyrafinowanej lecz subtelnej mowy ciała relacje pomiędzy niektórymi członkami rodziny Marii, ścisłość tych relacji potęguje zamknięta kompozycja, która jednocześnie buduje przestrzeń. Znajomość skrótów perspektywicznych widoczna jest w scenie Zwiastowania (układ płytek posadzki, klęcznika, pulpitu i ławy) oraz Bożego Narodzenia i Pokłonu Trzech Króli.

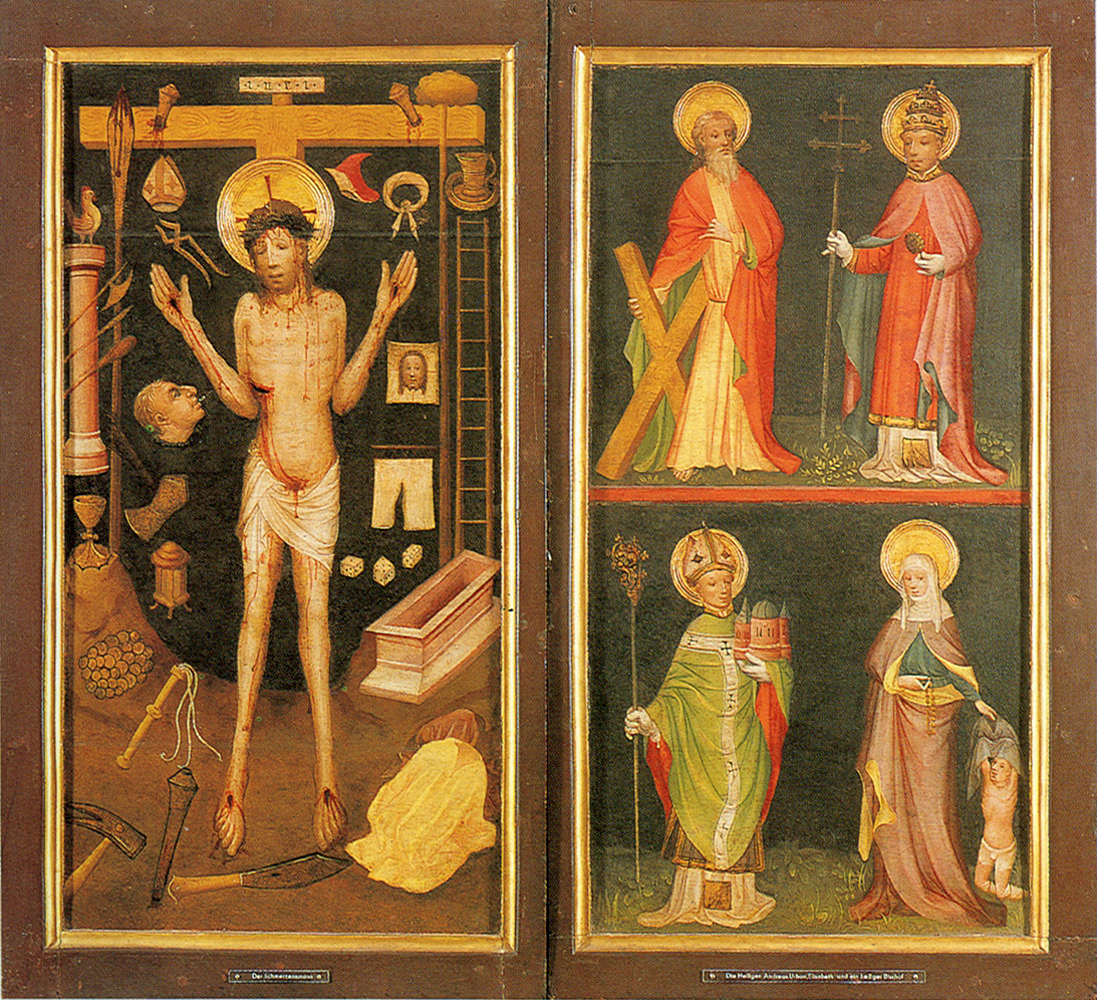
Zamknięty ołtarz

Na rewersie lewego skrzydła został ukazany Chrystus jako Vir Dolorum w otoczeniu arma Christi. Na dwóch strefach rewersu prawego skrzydła umieszczono pary świętych Andrzeja (z krzyżem) i papieża Urbana (w stroju papieskim) oraz Heriberta (w stroju biskupim i modelem świątyni) i Elżbietę (przyodziewająca nagiego żebraka).
Autor malowideł retabulum reprezentuje wczesne pokolenie szkoły kolońskiej – grupy artystów (w większości anonimowych) skupionych w Kolonii działających w okresie gotyku od XIV do połowy XVI wieku.